# Arrondissement Château-Salins
Arrondissement Château-Salins (fr. Arrondissement de Château-Salins) byla správní územní jednotka ležící v departementu Moselle a regionu Lotrinsko ve Francii. Členila se dále na pět kantonů a 128 obcí. K 1. lednu 2016 byl sloučen s arrondissementem Sarrebourg do nově vzniklého arrondissementu Sarrebourg-Château-Salins.

## Kantony
- Albestroff
- Château-Salins
- Delme
- Dieuze
- Vic-sur-Seille